# U-Bahnhof Cairoli
Der Bahnhof Cairoli ist ein unterirdischer Bahnhof der U-Bahn Mailand. Er wurde nach dem gleichnamigen Platz (largo Cairoli) benannt.

## Geschichte
Ende der 1950er Jahre wurde mit dem Bau der ersten Streckenabschnitt der U-Bahn Mailand begonnen, die von Marelli nach Lotto fahren sollte. Dazu gehörte es unter anderem der Bahnhof Cairoli.
Die Strecke wurde am 1. November 1964 eröffnet.

## Lage
Wie jeder Bahnhof der Linie 1 hat der Bahnhof Cairoli zwei Gleise mit Seitenbahnsteigen. Über dem Gleisniveau befindet sich ein Zwischengeschoss mit Zutrittskontrolle. Die architektonische Ausstattung wurde wie bei allen Bahnhöfen der Linien M1 und M2 von den Architekten Franco Albini und Franca Helg und vom Grafiker Bob Noorda gestaltet.

## Anbindung
Am Bahnhof besteht eine Anbindung von der U-Bahn-Linie 1 zu den Straßenbahnlinien 1 und 4, sowie zu den Buslinien 50, 57 und 61.
| Linie | Verlauf |
| ----- | --- |
|       | Sesto 1º Maggio FS – Sesto Rondò – Sesto Marelli – Villa San Giovanni – Precotto – Gorla – Turro – Rovereto – Pasteur – Loreto – Lima – Porta Venezia – Palestro – San Babila – Duomo – Cordusio – Cairoli – Cadorna FN – Conciliazione – Pagano – Buonarroti – Amendola – Lotto – QT8 – Lampugnano – Uruguay – Bonola – San Leonardo – Molino Dorino – Pero – Rho Fiera – Wagner – De Angeli – Gambara – Bande Nere – Primaticcio – Inganni – Bisceglie |